# Isidore II de Constantinople
Isidore II de Constantinople (en grec : Ισίδωρος Β΄ ; mort en 1462) fut patriarche de Constantinople de 1456 à 1462.

## Biographie
Moine au couvent des Xantopouloi, Isidore avait milité aux côtés de Scholarios contre l'Union de Florence et était le « père spirituel de la Ville » (i.e. la communauté grecque de Constantinople). Il accède au patriarcat après la démission de Gennade II Scholarios vers le 15 janvier 1456.
Il meurt, après avoir gouverné l'église six ans et deux mois, le 31 mars 1462. D'après l'historien roumain Nicolas Iorga, son administration n'a pas laissé de traces.
Selon Venance Grumel, il a pour successeur son propre prédécesseur Gennade II Scholarios qui aurait retrouvé son siège, alors que Vitalien Laurent intercale à cette époque le pontificat de Joasaph Ier.